# 輕鐵第四期列車
輕鐵第四期列車（又名UGL-南車浦鎮輕鐵車輛、UGL輕鐵車輛、KRS999型輕鐵車輛）乃港鐵的直交傳動輕軌車輛型號之一，在香港輕鐵使用。隨兩鐵合併，九廣鐵路公司通過與地鐵有限公司簽訂的經營權協議，授予香港鐵路有限公司使用。車隊編號為1111－1132。此列車是香港歷史上第一款中國製造的鐵路車輛。

## 源起
為配合輕鐵的發展，2007年中，經運輸署調查後，九鐵公司同意增購22架新輕鐵車廂（第4期列車）以應付九龍南綫啟用後的乘客量增長，並在2008年1月25日簽妥有關合約。這22輛車輛，由澳洲御萊特集團鐵路服務公司（United Group，現稱UGL Rail）（即是第三期車輛的生產商）負責車體總體設計，中國南車南京浦鎮公司負責整車生產總裝和調試。首輛車已於2009年5月交付，並於同年7月尾抵港，其餘計劃在2009年11月之前交付完畢。整個計劃合同總額在3億元左右。而這批新輕鐵車廂在2010年初陸續投入服務，預計屆時輕鐵整體載客量會提升18%。

## 列車簡介
2008年初，中國南車南京浦鎮公司（南京浦鎮）與澳洲United Group Rail Service Limited（United Group），共同取得九廣鐵路公司的輕鐵車輛合約（編號為 KRS999）。United Group負責車體的總體設計，南京浦鎮負責整裝和調整測試。2009年7月23日，首兩列南京浦鎮製造的輕鐵車輛，由中國南車南京浦鎮公司的組裝車間生產線開出，並於2009年7月30日凌晨經由茶果嶺貨物裝卸區運抵屯門車廠。
列車車身以白色為主，配襯淺紫色和鮮綠色的條紋。座位則由以往的橙色轉用紫色和綠色，及減少十個，增加了車廂空間。港鐵表示設計靈感來自輕鐵路綫圖。另外車廂內裝有三部閉路電視，還加設輪椅專用位和安全帶。
每部車輛設有37個座位，248個企位和3個輪椅停泊位，而車頭的輪椅停泊位設有安全帶，但不設Poach seats（俗稱「半座位」），全車最高可載客285人。
這批第4期新輕鐵車廂基本只有車頭外型及車門的窗是與第3期列車有分別，而兩者性能和規格都是相同的。車門是採用電動式操作（與其餘的輕鐵車款不同），由Ultimate公司提供。第4期列車的所有玻璃窗皆由海安縣耀華安全玻璃有限公司（E000134）製造。集電弓採用德國STEMMANN-TECHNIK（原為Fandstan Electric Group 子公司，因應2014年西屋空气制动技术收購後Fandstan Electric Group並於2016年與法维莱交通合併，現時其產品線併入西屋空气制动技术），與之前的輕鐵型號有所不同。
2010年10月8日，最後2部第4期輕鐵列車於凌晨運抵屯門車廠，輕鐵車隊數目增加至141卡。
2015年，編號1123試用新款吊環扶手，其後於港鐵南港島綫中國製列車、港鐵東鐵綫現代列車、港鐵屯馬綫中國製列車及日後港鐵市區綫願景列車均採用該型號新款吊環扶手。
2016年，編號1112和1118列車重投服務前已加設煙霧感應器，與重組後的港鐵伊藤忠近畿川崎列車和港鐵屯馬綫中國製列車一樣。之後增購的40輛同型號輕鐵車輛亦會加設相關設備，以保障乘客安全。

## 歷史
- 2009年8月20日試車時，於車廠（1路—6路）W102道岔（又稱波口、較剪位）位置出軌，懷疑轉向架出現問題，還發現其他更嚴重的毛病，編號1113或之後車廂會繼續延期付運。
- 2009年8月24日，有網民拍攝到列車進行測試，其電子路線顯示牌顯示為已取消的輕鐵720綫。
- 2009年10月中，有網民拍攝到列車在凌晨時分於屯門進行列車測試及進行微調，其電子路線顯示牌顯示為不載客。
- 2010年9月9日，編號1118因屯門田景吊臂車擊中意外事件，現時該車已復修並繼續行走。
- 為配合舊代列車現代化翻新工程，計劃由2011年第1季，當第4期新輕鐵車輛1127投入服務開始，與此同時將有6部舊車作現代化翻新工程。當有更多新車卡投入服務，相同數量的輕鐵Comeng車輛（第1期共68部）及輕鐵川崎車輛（第2期共30部），合共99部列車將作現代化翻新工程。每批6部列車翻新工程需時約16星期，預計整項工程需時約60個月，當中亦包括維修及系統更新。[5]輕鐵將維持135卡的列車數量直至所有列車翻新完成。
- 2013年5月17日，編號1112及1117因元朗灰沙圍三角交匯處出軌事件而嚴重損毀，現停置於屯門車廠內。編號1117已修復完成並於2014年6月7日出廠試車，已於同年8月28日重投服務。[6]
- 2015年12月29日，有2個新列車車架運抵屯門車廠，相信是用作修復早前因嚴重意外而停用的1112及1118。目前1112及1118已修復完成，已分別於2016年9月及11月重投服務。
- 2016年7月29日，港鐵向中國南車南京浦鎮公司增購40輛同型號輕鐵車輛（合約編號: K1846-15E），其中10輛為加強服務，其餘30輛則用作替代於1992年投入服務的輕鐵川崎輕鐵車輛（第二期輕鐵列車）。首批列車預計於2019年投入服務，屬輕鐵第5期列車。其中30輛為設有駕駛室的輕鐵車輛，其餘10輛為拖卡，跟輕鐵川崎輕鐵車輛（第二期輕鐵列車）一樣。
- 2016年9月4日，編號1118重投服務。
- 2016年11月14日，編號1112重投服務。
- 2018年4月8日晚上21時23分，進入安定站時，正於屯門友愛路與屯門鄉事會路交界等候燈號，當綠燈亮起時，隨即準備駛出。一輛行走614P綫往兆康站的列車（編號1122）突然橫過，與鄰線一輛私家車即時煞停，其中私家車與輕鐵僅一步之遙，懷疑輕鐵列車司機未有遵守交通燈號。
- 2018年6月23日，為了慶祝輕鐵通車30周年，港鐵公司於其中3列輕鐵列車（1117、1125、1129）貼上全車身廣告，展出「輕鐵情繫社區三十載」繪畫和攝影比賽的得獎作品，至同年年底[7]。

## 列車問題
有報章指出，第4期列車車價較1997年起投入服務的第3期列車貴，第4期列車共有20輛，共耗資三億元，平均每卡價值1,500萬元。
第4期輕鐵列車在2009年抵港後，在屯門車廠內試車時曾在彎位發生出軌事故，南車浦鎮需要派專家來港協助調查。港鐵當時表示，出軌是因路軌承托力不足，否認列車設計有問題。自此事後，當所有出廠的列車抵達香港後，列車承辦商UGL，需要先在車廠內修正列車在製造時所發現的錯誤問題才能交付與港鐵公司正式上線營運。
另外輕鐵車長對這一系列第4期列車也劣評如潮。有車長投訴第4期列車駕駛艙的擋風玻璃兩旁以粗達五、六吋的窗框支撐，視野較舊款車窄，阻礙視線。弧形的擋風玻璃亦有反光問題，除了令乘客看不清路綫顯示之外，玻璃的傾斜角度及濾光不足，導致車長晚上被對頭車的亮光刺眼，看不清前路；另外車廂內的燈光有時亦會造成反光，阻礙視線。而控制第4期列車加速及減速亦較困難，令乘客感覺此款列車行駛時較其他列車搖晃劇烈。列車的關門提示聲音、發聲頻率及操控列車的按鈕位置亦與舊款輕鐵列車不同，令車長感到難以適應。香港鐵路職員工會主席何振邦就第4期列車的問題曾向港鐵公司反映，唯港鐵公司表示現代化輕鐵車廂和第4期列車無論在外形或設計都一樣，並繼續推展第1期列車的現代化翻新工程。 

## 車輛修復

### 編號1118列車
2010年9月9日，輕鐵田景站附近屯門西北游泳池地盤的起重吊臂下午約2時突然塌下，擊中505綫輕鐵車頂（編號1118）及壓毀架空電纜，共18人受傷，其中2人傷勢較嚴重，輕鐵505、507、615和615P路綫服務一度受影響。1118列車現時停泊於車廠。其後因為嚴重損毀而停用（當時1118車齡不足一個月，僅17日），並開始作拆解作零件用途，成為輕鐵車隊中，以至香港鐵路史上服役期最短的列車。然而，在2015年12月29日，有兩個新列車車架運抵屯門車廠，相信是用作修復1118及1112。 1118已於2016年5月完成修復，並已於2016年9月4日重投服務。由於車廂玻璃窗已更換為非茶色玻璃，因此車廂較其他同型號列車光亮。

### 編號1112列車
2013年5月17日下午4時許，一列行走761P綫開往元朗站的拖卡列車（編號1112及1117）在駛經坑尾村站至塘坊村站的路軌交匯點（近灰沙圍）時首節車廂出軌，共77人受傷，其中四人傷勢較嚴重。來往洪水橋、坑尾村至的列車服務受影響至翌日早上。編號1112列車後部轉向架被扯甩，獲安放在車廠一拖車上待進一步處理；而編號1117列車車頭受損，獲安放在屯門車廠待進一步處理。其後，根據討論區的消息，1112將不獲復修，提早退役，並送往港鐵小蠔灣車廠封存。而1117已修復完成並於2014年6月7日試車，並於同年8月尾重投服務。然而，在2015年12月29日，有兩個新列車車架運抵屯門車廠，相信是用作修復1118及1112。 1112已於2016年7月完成修復，並已於2016年11月14日重投服務。與編號1118一樣，由於車廂玻璃窗已更換為非茶色玻璃，因此車廂較其他同型號列車光亮。
修復1112和1118所使用的列車車架改由北車大連機車車輛代工。有傳聞指出，港鐵修復1118及1112兩部原本已停用的列車除了因為有足夠零件復修外，亦是為配合輕鐵第三期列車（第3期共20部）於2018年進行現代化翻新工程，以及在2016年採購40輛同型號輕鐵車輛時提供有用的參考，同時已完成修復的1112和1118輕鐵車輛正好能替代兩部因車禍損毁退役而不獲復修及翻新的輕鐵第一期列車（1013及1027）。
1112和1118列車重投服務前已加設煙霧感應器，與重組後的近畿川崎列車和屯馬綫中國製列車一樣。

## 記事
- 2008年，中國南車南京浦鎮车辆與澳洲United Group Rail共同取得九廣鐵路公司的輕鐵列車合約（合約編號為 KRS999），United Group負責列車整體設計，南京浦鎮負責列車生產組裝和調整測試。
- 2009年7月23日，首兩部新列車編號1111與1112在中國南車南京浦鎮完成裝嵌。
- 2009年7月23日，首兩部新列車編號1111與1112凌晨運抵屯門車廠。
- 2009年10月，首兩部新列車編號1111與1112開始日間廠外試車。
- 2009年12月14日，首兩部列車編號1111與1112投入服務，初期將調配至507、751綫。
- 2010年10月8日，最後兩部新列車編號1131與1132凌晨運抵屯門車廠，令輕鐵列車總數量增加至141部。
- 2011年1月2日，最後一部新列車編號1132投入服務，標誌着所有此型號列車全數投入服務。
- 2013年5月17日，編號1112拖1117列車行走761P綫開往元朗途中，約下午4時左右駛經坑尾村站至塘坊村站期間首節車廂出軌，造成82人受傷，其中4名傷勢嚴重。這是第4期列車投入服務以來第2宗嚴重意外事件。
- 2018年4月8日晚上21時23分，安定站附近有两辆私家车於屯門友愛路與屯門鄉事會路交界等候燈號，當綠燈亮起時準備駛出，此时一輛行走614P綫往兆康站的列車（編號1122）突然橫過，私家車即時煞停，才没有造成事故，懷疑輕鐵列車司機未有遵守交通燈號[14]。
- 2019年2月4日下午5時許，編號1113列車行駛751綫期間在奕園路輕鐵路面交匯處（泥圍及鍾屋村之間，代號Mn34）攔腰撞向一輛旅遊巴，1113列車車頭被撞毀。
- 2019年2月14日：晚上10時30分左右，編號1114列車行駛507綫期間於屯門兆麟苑對岀（近兆麟站）撞向一輛懷疑看錯燈號轉彎的城巴，1114列車車頭損毀。
- 2020年3月28日，編號1117列車在大興南站與私家車相撞，導致輕鐵507綫與610綫列車需改道行走。
- 2020年8月30日，編號1119列車行走610綫往元朗方向，在進入兆康站時出軌，車尾有車輪在一個道岔位置上偏離路軌。車上當時有約20名乘客，無人受傷。
- 2023年9月17日，為慶祝輕鐵通車35周年，編號1111四期列車於輕鐵車廠開放日展示。

## 圖集

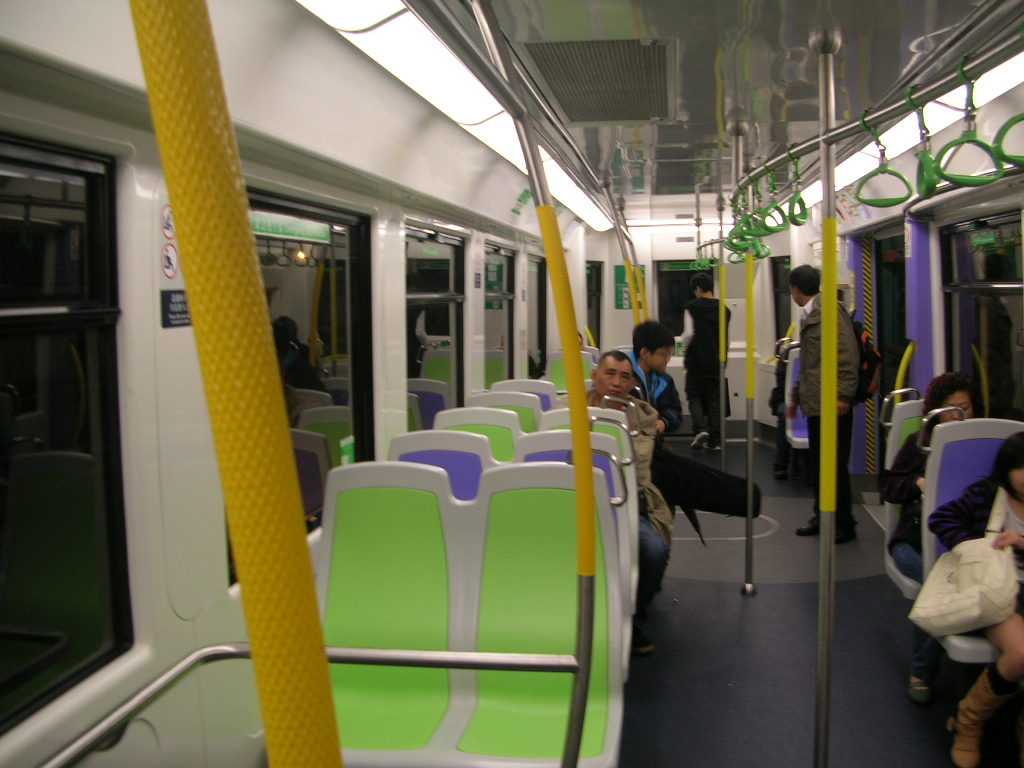
列車內部
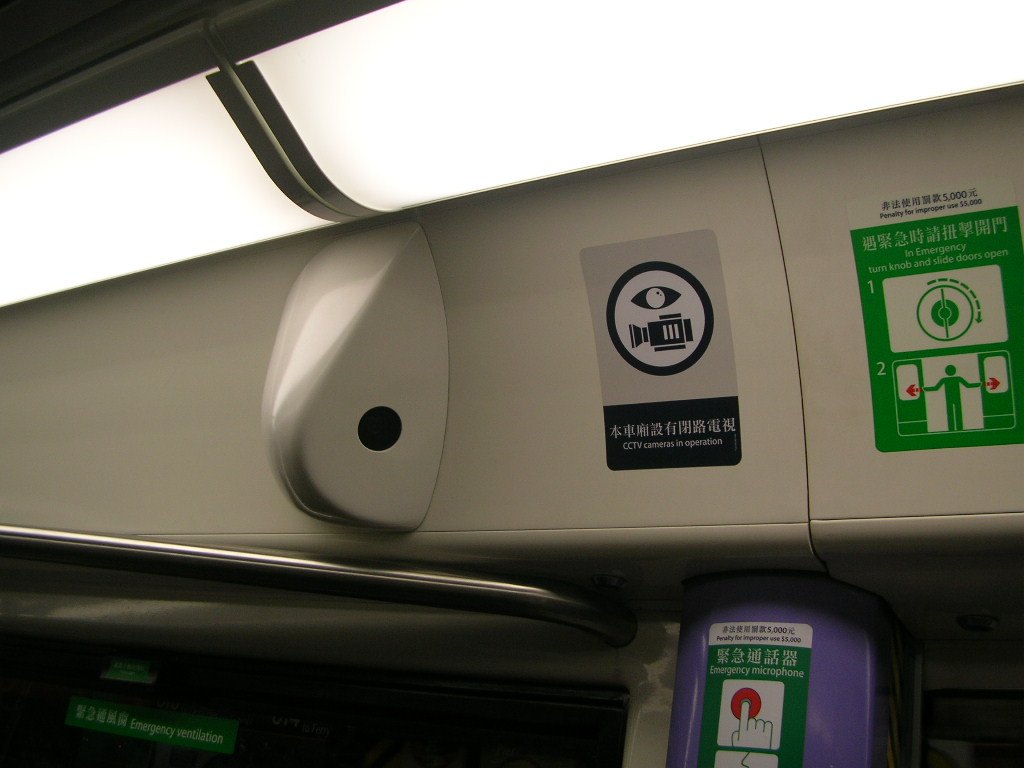
閉路電視
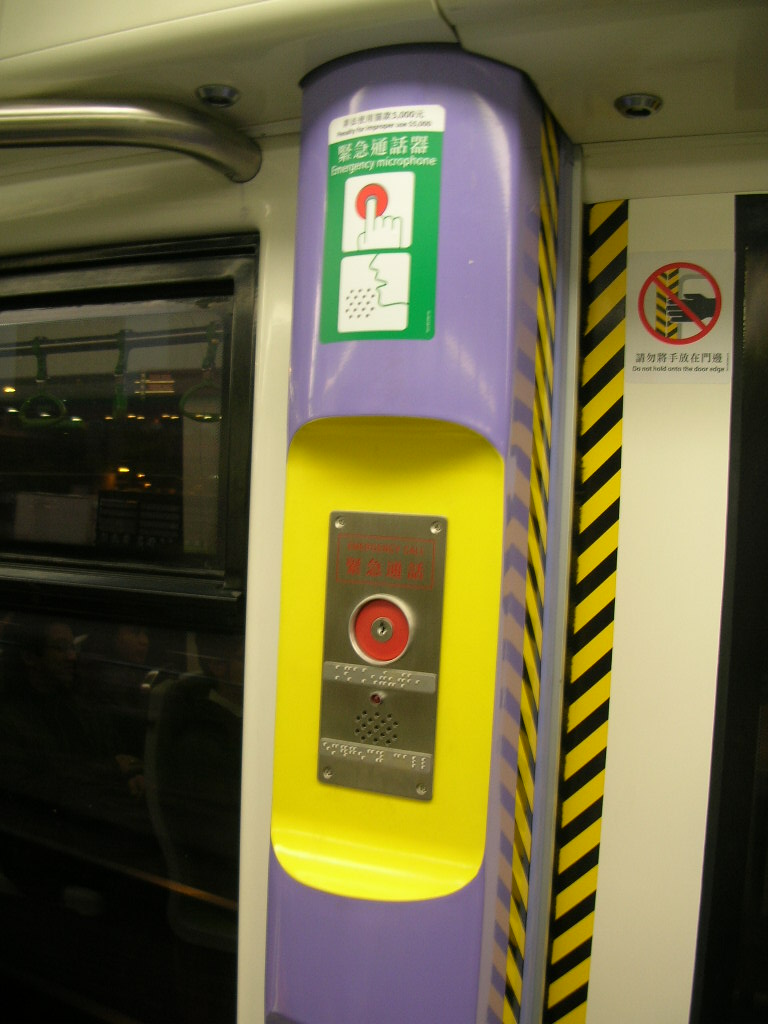
緊急通話器
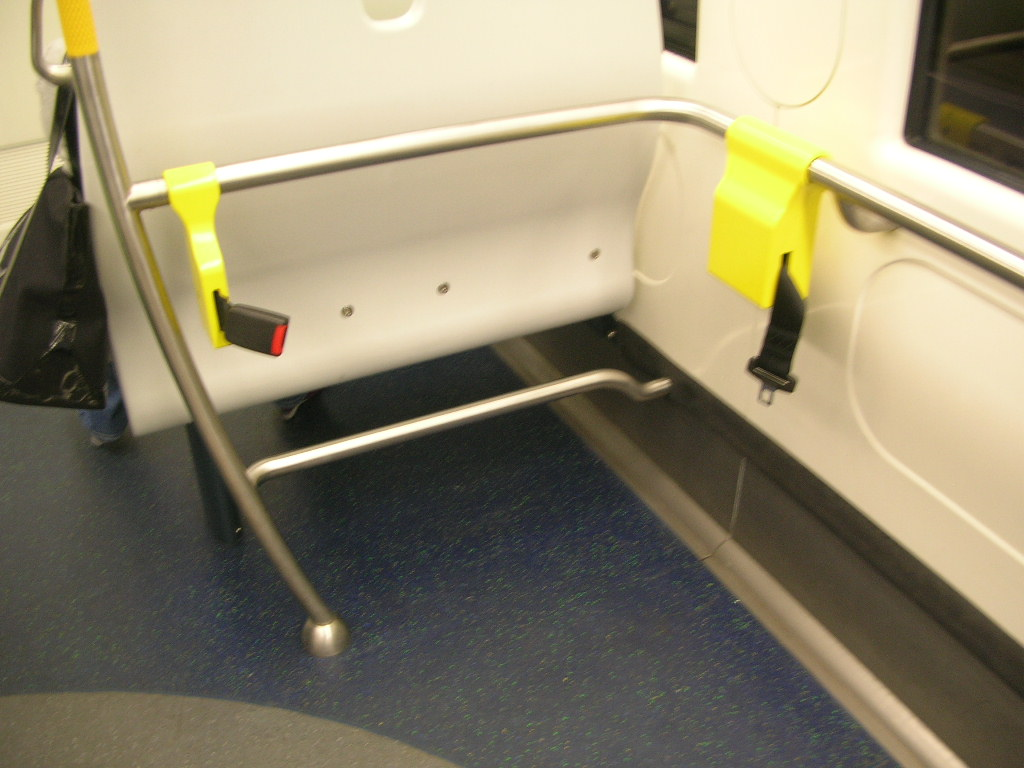
輪椅停泊位設有安全帶
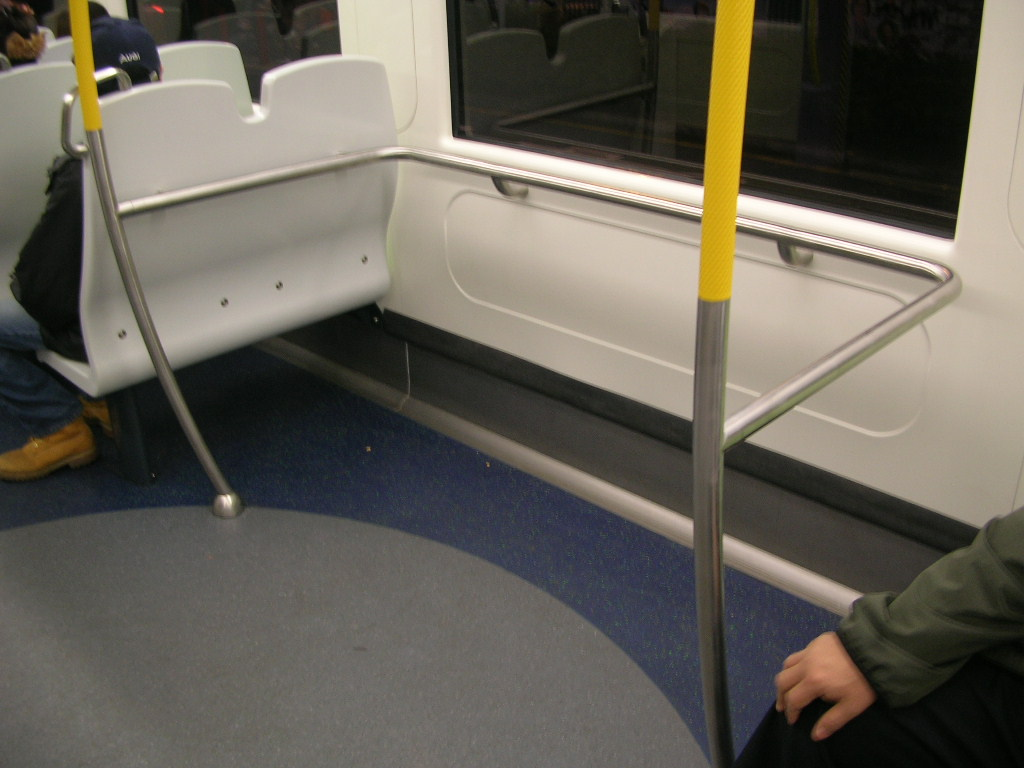
輪椅停泊位
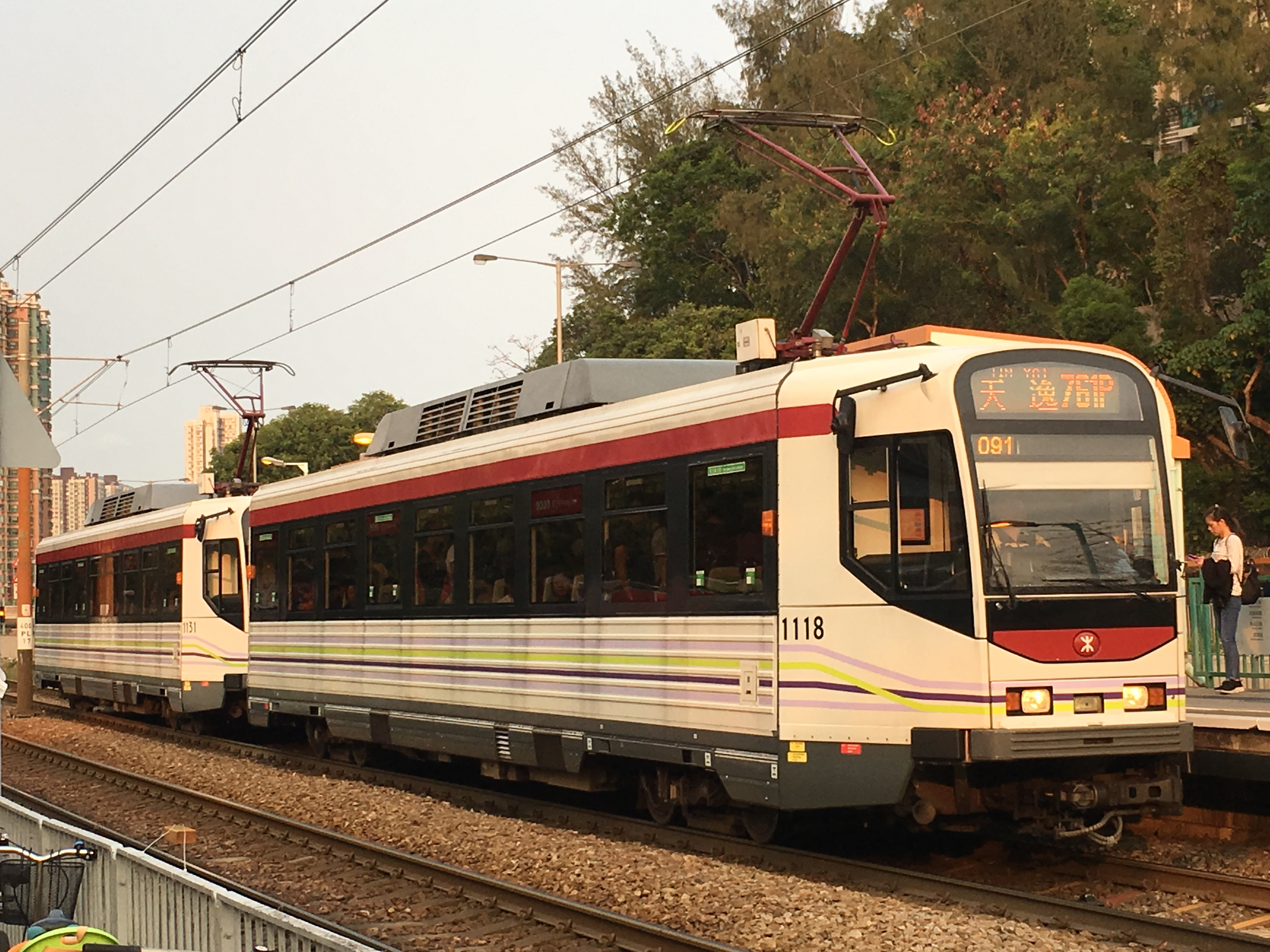
輕鐵第四期列車1118及1131停靠在屏山站（2018年4月）

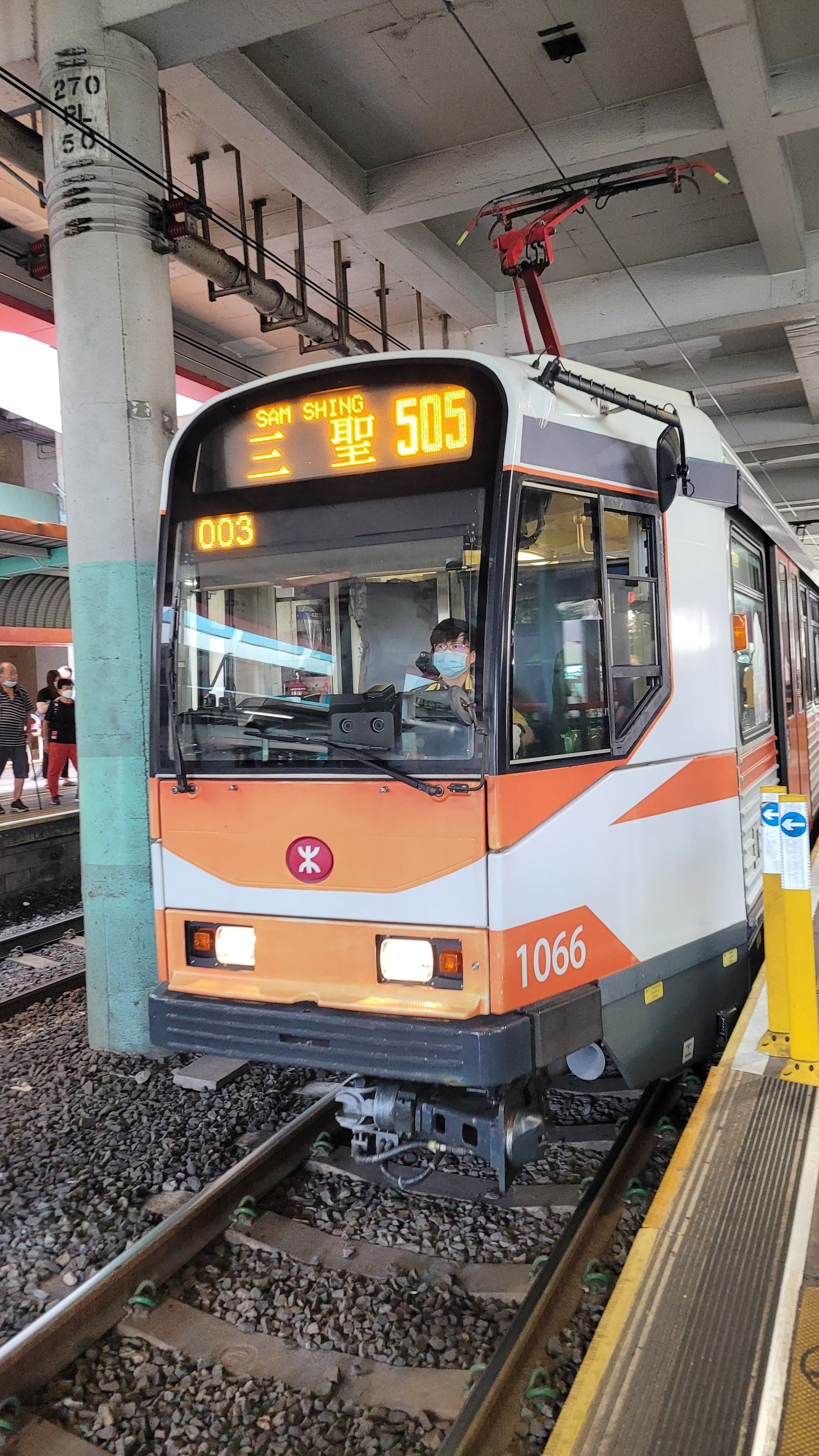
1066復古輕鐵

## 外部連結
- 中車南京浦鎮車輛有限公司 - 公司產品 （页面存档备份，存于）
- 香港鐵路大典上的相关条目：輕鐵第四期列車